# Saharidi
Saharidi (ili: šećeri) su jednostavni ugljikohidrati, slatka okusa, iznimno važni u prehrani i metabolizmu svih živih bića.
Kemijski mogu biti:
- monosaharidi (prirodni imaju D-konfiguraciju i brutoformulu (CH2O)n i doslovce su >>hidrati ugljika<<) i
- oligosaharidi (izgrađeni su od nekoliko monosaharidnih jedinica, npr. disaharidi od dviju).

Ovisno o broju ugljikovih atoma svrstavaju se u trioze (3 C-atoma), tetroze (4-C-atoma), pentoze (5 C-atoma), heksoze (6 C-atoma) i dr., a mogu postojati u otvorenom i u sikličkom obliku. Jedan ugljikov atom u mnonosaharidu nosi aldehidnu skupinu (aldoza) ili keto-skupinu (ketoza), a svi ostali ugljikovi atomi nanose alkoholne skupine (-OH).
Alkopentoza je primjerice riboza. Alkoheksoza su glukoza, galaktoza, manoza, a ketoheksoza fruktoza.

Izomerni šećeri međusobno se razlikuju po konfikuraciji atoma koji nanose alkoholne skupine. Osnovni je šećer u prirodi glukoza, koja se kao konačan produkt fotosinteze sintetizira u biljkama iz atmosferskoga ugljikova dioksida. Ona se u živim organizmima može enzimski izomerizirati u druge heksoze, od kojih se pak mogu sintetizirati disaharidi: šećer ili saharoza, laktoza i dr.

Glukoza čini osnovu građe polisaharida (škroba, glikogena i celuloze), a njezini derivati i mnogobrojni drugi šećeri ulaze u sastav biološki iznimno važnih glikoproteina.